# PalaGesteco
Il PalaGesteco, noto anche con la denominazione di PalaPerusini dal nome della via in cui è situato, è un impianto sportivo polivalente situato a Cividale del Friuli.

## Storia
Le procedure per la sua costruzione presero il via nel 1999 tramite lo strumento legislativo del project financing, mentre l'inaugurazione avvenne nel 2004. L'incarico per la costruzione dell'opera venne assegnato alla Sacaim S.p.a., che ne mantenne anche l'amministrazione fino a quando, a seguito dell'ingresso in amministrazione straordinaria per insolvenza, il controllo passò alla Eventi Cividale S.p.a.
Il 30 dicembre 2013 il comune di Cividale del Friuli acquisì la struttura subentrando alla società Eventi Cividale S.p.a. dietro pagamento di 2 626 125 euro per la conclusione anticipata della concessione, importo coperto da un contributo regionale dedicato pari a 4 milioni di euro, distribuiti in rate annuali di 200 000 euro per vent'anni.
Per anni l'impianto venne talvolta definito una cattedrale nel deserto per via della mancanza di formazioni locali impegnate in campionati di rilievo, pur essendo utilizzato da diverse discipline tra cui il pattinaggio, il volley, la ginnastica e il futsal.
Nella stagione 2016-2017 il palasport venne utilizzato dalla Amici Pallacanestro Udinese, società di basket neopromossa in Serie A2 ma impossibilitata ad utilizzare il PalaCarnera di Udine a causa del perdurare dei lavori di ristrutturazione.
Nel luglio 2020 l'ex amministratore delegato e general manager dell'APU Udine, Davide Micalich, in rotta con il presidente bianconero, si spostò a Cividale dove fondò la United Eagles Basketball (UEB), nuova realtà cestistica cividalese, che rilevò il titolo sportivo di Valsesia e si iscrisse al campionato di Serie B 2020-2021 affidando la guida tecnica a un allenatore di fama nazionale quale Stefano Pillastrini. Al termine della seconda stagione della propria storia, la formazione gialloblù vinse i play-off della Serie B 2021-2022 e salì in Serie A2. Il PalaGesteco, nome che trae origine dalla stessa azienda sponsor della squadra, iniziò così a ospitare le partite del secondo campionato nazionale di basket. Nell'estate del 2024 l'impianto venne rinnovato e ampliato grazie a un contributo di 2 milioni di euro da parte della regione e dell'amministrazione comunale. Gli interventi, che portarono a varie migliorie, permisero anche l'aumento della capienza, passando da circa 2 800 posti a circa 3 200 posti.